# Sabrina Gonzalez Pasterski
Sabrina Gonzalez Pasterski (Chicago, 3 giugno 1993) è una fisica statunitense, studiosa di fisica delle particelle.

## Biografia
Nata nel New Jersey da Mark Pasterski e Maria Gonzalez, nel 1998 si è iscritta all'Edison Regional Gifted Center e nel 2010 ha frequentato l'Accademia di Matematica e Scienze.
Sabrina Gonzalez Pasterski ha una passione per l'aviazione, tant'è che ha preso la sua prima lezione di volo a dieci anni, ha co-pilotato l'FAA1 nell'Airshow Oshkosh a dodici e ha iniziato a costruire un aeroplano in kit a tredici. Il suo primo volo da solista è stato con l'aeroplano in kit nel 2009 dopo essere stato firmato dal suo istruttore di volo Jay Maynard.
I suoi eroi scientifici sono Leon Lederman, Dudley Herschbach e Freeman Dyson, e ha dichiarato di essere stata attratta dalla fisica grazie a Jeff Bezos. Ha ricevuto offerte di lavoro dalla Blue Origin, società aerospaziale fondata da Amazon.com, e dalla NASA.
Ha seguito gli studi universitari presso il Massachusetts Institute of Technology (MIT).  Come sophomore (studente del secondo anno), ha lavorato all'esperimento del CMS presso il Large Hadron Collider. .  Dopo la laurea ha svolto il dottorato di ricerca in fisica delle alte energie all'Università di Harvard nel 2019sotto la supervisione di Andrew Strominger, producendo studi che hanno portato alla scoperta dell'effetto memoria di spin, nell'ambito degli effetti memoria delle onde gravitazionali, e agli effetti memoria elettromagnetici, completando il cosiddetto triangolo di Pasterski-Strominger-Zhiboedov nel 2015, lavoro citato anche da Stephen Hawking.
Dopo aver conseguito il dottorato ad Harvard nel Maggio 2019, ha fondato la Celestial Holography Initiative, arruolando quattro studenti post-dottorato.

## Riconoscimenti
- 2010, Illinois Aviation Trades Association Industry Achievement Award[3]
- 2012, Scientific American 30 under 30[4]
- 2012, Lindau Nobel Laureate Meetings Young Researcher[4]
- 2013, MIT Physics Department Orloff Scholarship Award[14]
- 2015, Forbes 30 under 30[15]
- 2015, Hertz Foundation Fellowship[16]
- 2017, Forbes 30 under 30 All Star[17]
- 2017, Marie Claire Genius Award[18]
- 2017, Silicon Valley Comic Con Headliner[19]
- 2017, Google Trends #3 Trending Scientist for 2017[20]
- 2018, Forbes 30 under 30 Science Judge[21]
- 2018, Albert Einstein Foundation Genius: 100. One “of the 100 greatest innovators, artists, scientists and visionaries of our time…”[22]
- 2018,  onorificenza alla Giornata Internationale delle Donne[23]
- 2019, Illinois Mathematics and Science Academy - premio Alumni Distinguished Leadership[24]
- 2023, Vice-direttrice, Simons Collaboration on Celestial Holography[25]